# Петерсоне, Луция Яновна
Луция Яновна Петерсоне (латыш. Lūcija Pētersone; род. 1 апреля 1940 года) — мастер машинного доения колхоза «Ледурга» Лимбажского района Латвийской ССР, Герой Социалистического Труда.

## Биография
Родилась в 1940 году в Вилякской волости Абренского уезда. Образование — неполное среднее.
В 1958—1964 годах — доярка колхоза «Атмода». С 1964 года — доярка, мастер машинного доения колхоза «Ледурга» Лимбажского района Латвийской ССР.
Получала высокие надои молока, за что награждена медалью «За трудовое отличие», орденами Октябрьской Революции (06.09.1973), Ленина (27.12.1976).
В 1978 году надоила 4778 килограммов молока в среднем от каждой коровы.
В 1983 году от каждой из 28 коров своей группы надоила в среднем по 6020 килограммов молока.
Указом Президиума Верховного Совета СССР от 21 декабря 1983 года за выдающиеся успехи, достигнутые во Всесоюзном социалистическом соревновании, проявленную трудовую доблесть в выполнении планов и принятых обязательств по увеличению производства молока и других продуктов животноводства в зимний период 1982—1983 годов присвоено звание Героя Социалистического Труда с вручением ордена Ленина и золотой медали «Серп и Молот».
Член КПСС с 1981 года. Депутат Верховного Совета СССР 10-го созыва (1979—1984). Депутат и член Президиума Верховного Совета Латвийской ССР 11-го созыва (1985—1990).
Заслуженный работник сельского хозяйства Латвийской ССР.
Жила в Лимбажском районе Латвии.